# Evangelische Brüderverein
De Evangelische Brüderverein is een evangelisch kerkgenootschap in Zwitserland, ontstaan in 1909. De Brüderverein telt circa 25.000 leden (65 gemeenten). Ook in Oostenrijk bevinden zich enkele gemeenten. Vanwege hun opvatting dat de gelovige zolang hij verbonden is met Christus vrij van zonde is - al is hij niet zondeloos - danken de aanhangers de bijnaam Perfectionisten. De naam van de kerk kan in het Duitse taalgebied verwarring geven met de Vergadering van Gelovigen, die oorspronkelijk ook bekendstond als Evangelische Brüderverein.

## Geschiedenis
De Brüderverein is in 1909 ontstaan. De stichter Fritz Berger kwam na een tijd van innerlijke crisis en na een Bijbelstudie over Romeinen 8 tot een bekeringservaring die hij betitelde als een tweede wedergeboorte. Berger stichtte een vrije gemeente, die in 1914 de naam Evangelischer Brüderverein kreeg. In 1967 kwam het tot een splitsing, die leidde tot het ontstaan van de Vereinigung Freier Missionsgemeinden. Deze 'vrije groep' is in het algemeen minder strikt in haar opvattingen. Het aantal leden van de verenigde missiegemeenschappen bedroeg in 1995 circa 3.500. In 2009 nam de Brüderverein een nieuwe naam aan: Gemeinde für Christus.

## Uiterlijkheden
Opvallend zijn de traditionele opvattingen en de uiterlijkheden (geen lange broek voor vrouwen, afwijzing van radio en televisie en 'wereldse levensstijl'). Mede door hun eenvoudige levensstijl worden de leden van de Brüderverein wel vergeleken met de Russisch-Duitse baptisten. Over de kleding van de vrouw zegt het kerkgenootschap: Was Formen der Kleidung anbetrifft, gilt die biblische Ordnung, dass man sich in Eigenverantwortung unauffällig und schlicht kleidet. Für den Gottesdienstbesuch kleiden sich die Frauen in Jupe oder Rock. Bezüglich der Haare wird 1. Kor. 11,14-15 gelehrt (lange Haare für Frauen, nicht lang für Männer). Voor mannen zijn spijkerbroeken taboe. Alcoholgebruik, kaarten, dobbelen, vloeken en roken zijn geheel verboden. Verder worden anti-conceptie, verzekeringen en seks voor het huwelijk afgewezen. Vergaand is verder ook het afwijzen van deelname aan vakbonden en politieke partijen, waarbij verwezen wordt naar het Bijbelgedeelte om geen juk aan te gaan met een ongelovige. Ook het beoefenen van sport en het bezoeken van bioscoop en theater wordt door de leden van de Evangelische Brüderverein afgewezen.